# 박지원 (1998년 3월 가수)
박지원(1998년 3월 20일~)은 대한민국의 가수로, 걸그룹 fromis_9의 멤버이다.

## 생애
부산광역시 해운대구에서 태어나 해림초등학교, 해운대여자중학교를 졸업하였다. 해강고등학교를 다니던 중 서울특별시의 청담고등학교로 전학하였고, JYP 엔터테인먼트에서 연습생 생활을 하였다.
2015년 5월 트와이스 멤버 선발 서바이벌 프로그램 《SIXTEEN》에 출연했으나, 데뷔조에 속하지 못하였다. 8월 2일에 JYP 엔터테인먼트와 결별하였다.
2017년 7월 13일부터 엠넷에서 주관한 서바이벌 프로그램 《아이돌학교》에 출전하였고, 9월 29일 최종 6위를 기록하여 fromis 9의 멤버로 확정되었다. 프리 데뷔(PRE-DEBUT) 활동을 거친 후, 2018년 1월 24일 fromis 9이 공식 데뷔하면서 가수로 데뷔하였다. 그룹에서 메인보컬을 맡고 있다. 

## 음반 목록

### OST
- 2019년 5월 21일 《초면에 사랑합니다 OST Part.6》 - 〈지금부터 시작해〉 (박지원, 이나경)
- 2021년 7월 13일 《라켓소년단 OST Part.5》 - 〈Cloud〉
- 2023년 1월 12일 《조선 정신과 의사 유세풍 2 OST Part.1》 - 〈내 곁을 떠나지 말아요〉

### 싱글
- 2023년 7월 24일 《네게 말해 (이 여름밤)》

## 출연작

### 예능
| 연도 | 방송 | 제목                     | 역할                 |
| ---- | ---- | ------------------------ | -------------------- |
| 2015 | 엠넷 | SIXTEEN                  | 참가자               |
| 2017 | 엠넷 | 아이돌학교               | 참가자(입상 및 합격) |
| 2018 | 엠넷 | 방문 교사                | 주간 패널            |
| 2018 | MBC  | 미스터리 음악쇼 복면가왕 | 패널                 |
| 2025 | KBS2 | 살림하는 남자들2         | 스폐셜 MC            |

## 학력
- 해림초등학교 (졸업)
- 해운대여자중학교 (졸업)
- 청담고등학교 (중퇴)
- 고등학교 졸업학력 검정고시 (합격)